# Byte av integrationsordning
Byte av integrationsordning är en central operation vid beräkningen av multipla integraler. En fråga som ofta dyker upp är om
{\displaystyle \iint _{X\times Y}f(x,y)\,dxdy=\int _{Y}\left(\int _{X}f(x,y)\,dx\right)dy=\int _{X}\left(\int _{Y}f(x,y)\,dy\right)dx.}
{\displaystyle X} och {\displaystyle Y} är rummen som integralerna är definierade över, till exempel de reella talen.

## Tillräckliga krav
Följande två kriterier är var för sig tillräckliga för att ovanstående likheter skall gälla:
1. {\displaystyle f(x,y)\geq 0\,} för alla {\displaystyle x\in X\,} och {\displaystyle y\in Y\,}.
2. {\displaystyle \iint _{X\times Y}|f(x,y)|\,dxdy<\infty }

Ofta sker beräkningen i praktiken genom att kriterium 1 används på {\displaystyle |f(x,y)|\,} för att visa att kriterium 2 kan användas. Se exempel nedan.
Det första kriteriet brukar kallas Tonellis sats och det andra för Fubinis sats. De gäller allmänt för väldigt generella integraler, definierade med hjälp av mått.

## Exempel
Betrakta funktionen
{\displaystyle f(x,y)=\sin(x)\sin(y)e^{-x^{2}-y^{2}}} .
Denna funktion växlar tecken många gånger, så kriterium 2 måste användas för att kunna beräkna integralen av {\displaystyle f}.
Först måste det alltså verifieras att kriterium 2 går att använda. Detta görs genom att betrakta integralen av {\displaystyle |f|}. Detta är en positiv funktion och det går alltså att byta integrationsordning enligt kriterium 1:
{\displaystyle \iint _{\mathbf {R} ^{2}}|f(x,y)|\,dxdy=\iint _{\mathbf {R} ^{2}}\left|\sin(x)\sin(y)e^{-x^{2}-y^{2}}\right|\,dxdy\leq \iint _{\mathbf {R} ^{2}}\left|e^{-x^{2}-y^{2}}\right|\,dxdy}
{\displaystyle =\int _{-\infty }^{\infty }\left(\int _{-\infty }^{\infty }e^{-x^{2}-y^{2}}\,dx\right)dy=\int _{-\infty }^{\infty }e^{-y^{2}}{\sqrt {\pi }}dy=\pi <\infty }.
Alltså är kriterium 2 uppfyllt och den ursprungliga integralen kan beräknas:
{\displaystyle \iint _{\mathbf {R} ^{2}}\sin(x)\sin(y)e^{-x^{2}-y^{2}}\,dxdy=\int _{-\infty }^{\infty }\sin(y)e^{-y^{2}}\left(\int _{-\infty }^{\infty }\sin(x)e^{-x^{2}}\,dx\right)dy=}
{\displaystyle \int _{-\infty }^{\infty }\sin(y)e^{-y^{2}}\cdot 0\,dy=0}.

## Motexempel
Att det inte alltid går att byta ordning på integraler illustreras av följande exempel:
{\displaystyle \int _{1}^{\infty }{\frac {x^{2}-y^{2}}{\left(x^{2}+y^{2}\right)^{2}}}\ dy=\left[{\frac {y}{x^{2}+y^{2}}}\right]_{1}^{\infty }=-{\frac {1}{1+x^{2}}}.}
och därför:
{\displaystyle \int _{1}^{\infty }\left(\int _{1}^{\infty }{\frac {x^{2}-y^{2}}{\left(x^{2}+y^{2}\right)^{2}}}\ dy\right)\ dx=-{\frac {\pi }{4}}\ .}
{\displaystyle \int _{1}^{\infty }\left(\int _{1}^{\infty }{\frac {x^{2}-y^{2}}{\left(x^{2}+y^{2}\right)^{2}}}\ dx\right)\ dy={\frac {\pi }{4}}\ .}

## Illustrationer
Integering över det triangelformade området kan se på två olika sätt: först i x-led och sen i y-led, och tvärtom.